# Milton Ager
Milton Ager (Chicago, 6 oktober 1893 - Inglewood, 6 mei 1979) was een Amerikaanse componist, die onder meer de muziek voor "Ain't She Sweet" en "Happy Days Are Here Again" schreef. Ook schreef hij songteksten.
Ager was autodidact op de piano. Na een tijdje stomme films te hebben begeleid ging hij naar New York en, eind jaren twintig, naar Hollywood om liedjes te schrijven, onder meer voor de film. Hij werkte daarbij regelmatig samen met tekstschrijver Jack Yellen. Bekende liedjes van zijn hand waren onder meer:
- Stay Away From Louisville Lou" (1923)
- Hard Hearted Hannah (The Vamp of Savannah) (1924)
- Big Bad Bill" (Is Sweet William Now) (1924)
- Ain't She Sweet (1927)
- Glad Rag Doll (1928)
- Happy Days Are Here Again (1929)
- Trust In Me (1937)

Ook schreef hij voor musicals, zoals What's In a Name (1920), Rain or Shine (1928) en de revue Murray Anderson's Almanac (1929).
Milton Ager was getrouwd met columniste Cecilia Ager en de vader van columniste Shana Alexander.
In 1979 werd Ager opgenomen in de Songwriters Hall of Fame.
- Bibsys: 90544496
- Biblioteca Nacional de España: XX1459550
- Bibliothèque nationale de France: cb140034503 (data)
- Catàleg d'autoritats de noms i títols de Catalunya: 981060711935906706
- Gemeinsame Normdatei: 134902025
- International Standard Name Identifier: 0000 0000 5935 0962
- Library of Congress Control Number: no93030552
- Nationale Bibliotheek van Letland: 000278896
- MusicBrainz: 28c71458-048b-419d-b3ce-5f7dccbf3e3e
- Bibliotheek van het Japanse parlement: 001170976
- Nationale Bibliotheek van Tsjechië: mzk2003199145
- Nationale bibliotheek van Australië: 47753654
- Nationale Bibliotheek van Israël: 987007293057005171
- Nationale Bibliotheek van Polen: a0000002056430
- Nationale en Universitaire bibliotheek Zagreb: 000561077
- Nederlandse Thesaurus van Auteursnamen: 155570579
- Réseau des bibliothèques de Suisse occidentale: 02-A018758383
- Istituto Centrale per il Catalogo Unico: LO1V251208
- SNAC: w68g9v8g
- Trove: 1489093
- Virtual International Authority File: 19877161
- WorldCat: E39PBJht8rkq6j9Cb7pJKbrKBP